# 디스 히트
디스 히트(영어: This Heat)는 1976년 런던 캠버웰에서 찰스 불런(기타, 클라리넷, 비올라, 보컬, 테이프), 찰스 헤이워드(드럼, 키보드, 보컬, 테이프)와 가레스 윌리엄스(키보드, 기타, 베이스, 보컬, 테이프)가 결성한 잉글랜드의 익스페리멘털 록 밴드이다. 영국에서 펑크가 전성기를 누리던 시기에 활동했으며, 다른 밴드들보다 다소 실험적인 접근 방식으로 두각을 나타냈다. 밴드를 이어가며 두 장의 정규 음반과 한 장의 EP를 발매하였지만 상업적인 성공은 거의 없었다. 포스트펑크, 인더스트리얼 음악, 포스트 록과 같은 장르에 영향을 미쳤다.
2001년 윌리엄스가 암으로 사망하였고, 2016년부터 2019년까지 불런과 헤이워드는 디스 이즈 낫 디스 히트(This is Not This Heat)라는 이름으로 재결합해 활동했다.

## 업적
스티브 알비니, 핫 칩의 알렉시스 테일러, 애니멀 컬렉티브의 애버리 테어, 스퀴드, 팝 그룹의 마크 스튜어트, 아이스에이지의 엘리아스 뢰넨펠트, 스티븐 윌슨, 요시다 타츠야 등의 음악가들이 디스 히트에게 영향을 받았다고 밝혔다. 매시브 어택의 멤버인 로버트 델 나자는 〈24 Track Loop〉을 커버하였다.

## 디스코그래피

### 정규 음반
- This Heat (1979)
- Deceit (1981)

### EP
- Health and Efficiency (1980)
- The Peel Sessions (1988)

### 라이브 음반
- This Heat Live (1986; cassette-only release of 1980 Krefeld concert)
- Scala (2006; bootleg 1979 London concert)
- Final Revelations (2007; final 1982 concert plus songs from Solo Projects from each bandmember respectively)
- Live at I.C.A. Club 1980 (2007; bootleg of concert at London's Institute of Contemporary Arts)

### 컴필레이션 음반
- Made Available: John Peel Sessions (1996; 보너스 트랙 포함된 The Peel Sessions 재발매)
- Out of Cold Storage (2006; 6-CD 박스 세트)

### 참여 음반
- Recommended Records Sampler (1982)

### 기타
- This Heat with Mario Boyer Diekuuroh (1982; 앨버트 마코어와의 스플릿 카세트)
- Repeat (1993)
- John Peel Shows (2005; 1977년 첫 음반의 부틀렉 프리뷰)
- Face Hand Shy: Rarities (2006; 필 데모와 〈Health & Efficiency〉, 마리오 보이어 디에쿠로 트랙 및 날짜 불명의 라이브 트랙)